# Notkirche
Als Notkirche bezeichnet man im Allgemeinen einen Raum oder ein Gebäude, der in einer Notlage mit einfachen Mitteln für den provisorischen Gebrauch als Kirchengebäude hergerichtet wird. Das kann eine dafür errichtete Baracke sein, ein beliebiges, zu Kirchenzwecken genutztes Gebäude (Scheunen, Hallen, Lagergebäude) oder Container. Vor allem nach dem Zweiten Weltkrieg wurden auch Teile beschädigter, großer Kirchenbauten durch Zwischenwände und -decken abgetrennt und bis zur völligen Wiederherstellung des Gesamtgebäudes als Notkirchen genutzt.
Die Bartning-Notkirchen (vgl. Abschnitt „Typenkirchen“) wurden hingegen nicht als Übergangslösungen konzipiert.

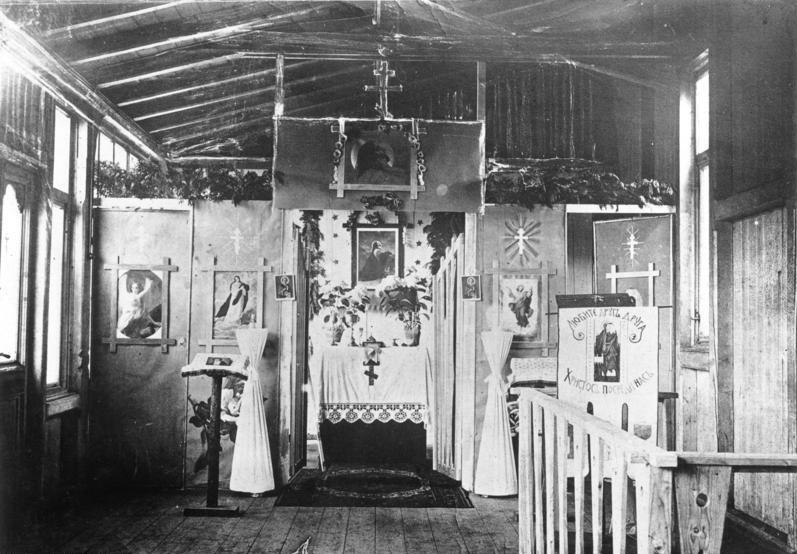
Notkirche russischer Emigranten in einer Baracke in Wünsdorf, 1925

## Typenkirchen
Als Notkirchen werden auch die nach dem Zweiten Weltkrieg in Deutschland rund 100 Typenkirchen bezeichnet, die von Otto Bartning als Ersatz für zerstörte Kirchen erbaut wurden. Von den in drei Modelltypen gefertigten Bauten sind heute noch rund 70 erhalten.

## Barackenkirchen
Unter einer Barackenkirche versteht man eine aus einfachen Materialien wie Wellblech, Holz oder Pappe hergestellte behelfsmäßige Unterkunft, die der Zusammenkunft von Gläubigen dient. Baracken sind provisorische, einfach gestaltete Gebäude zur Unterbringung größerer Menschenmengen.
In Europa wurden Barackenkirchen oft in Nachkriegszeiten errichtet und bis auf wenige Ausnahmen später durch Neubauten ersetzt. Ein beispielhafter Standort von Barackenkirchen waren DP-Lager. Kirchen dieser Art fanden sich aber auch in während des Wiederaufbaus schnell wachsenden Industriegebieten.
Zu den Barackenkirchen zählen auch die sogenannten Schwedenkirchen, die in der Nachkriegszeit mit Unterstützung der Schwedischen Missionskirche errichtet wurden.

## Bildbeispiele

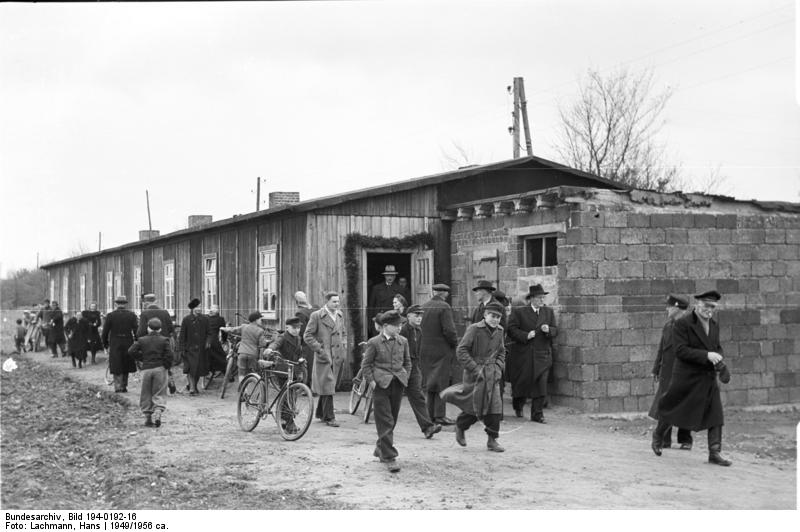
Baracken-Notkirche, Kleve, Reichswaldsiedlung, 1949
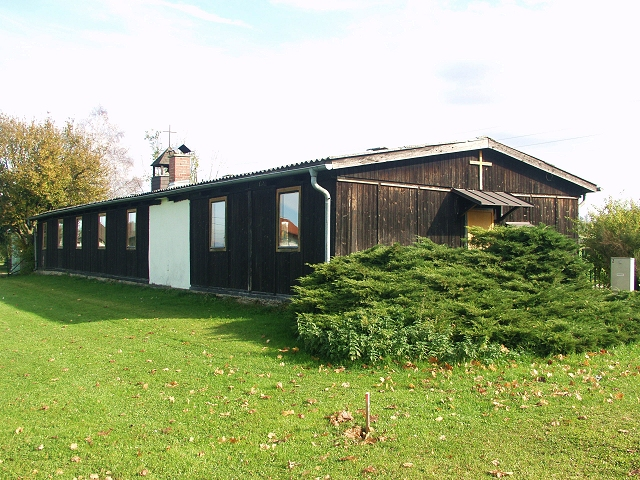
Barackenkirche Nöstlbach
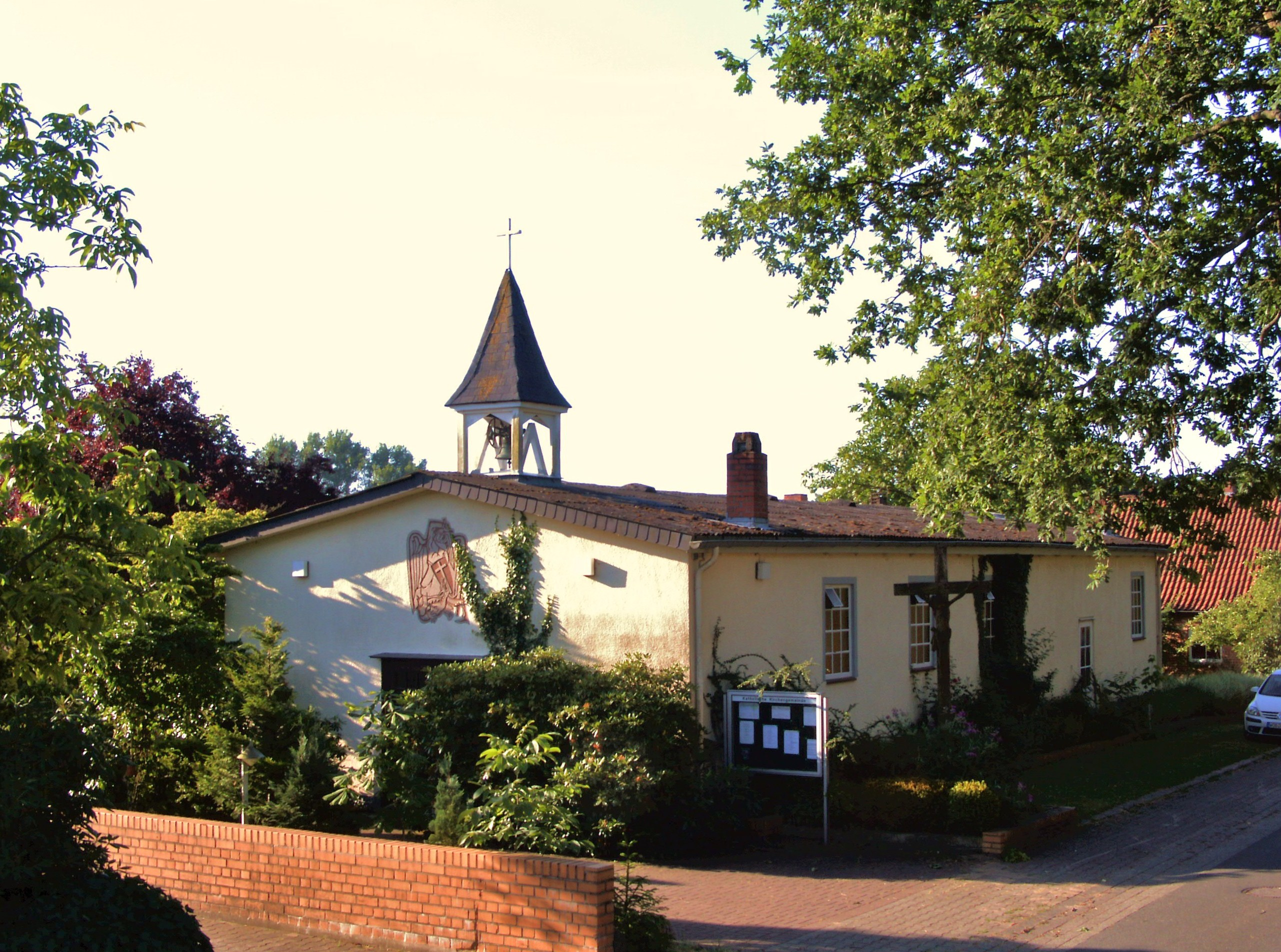
St.-Michael-Kirche, Dahlenburg
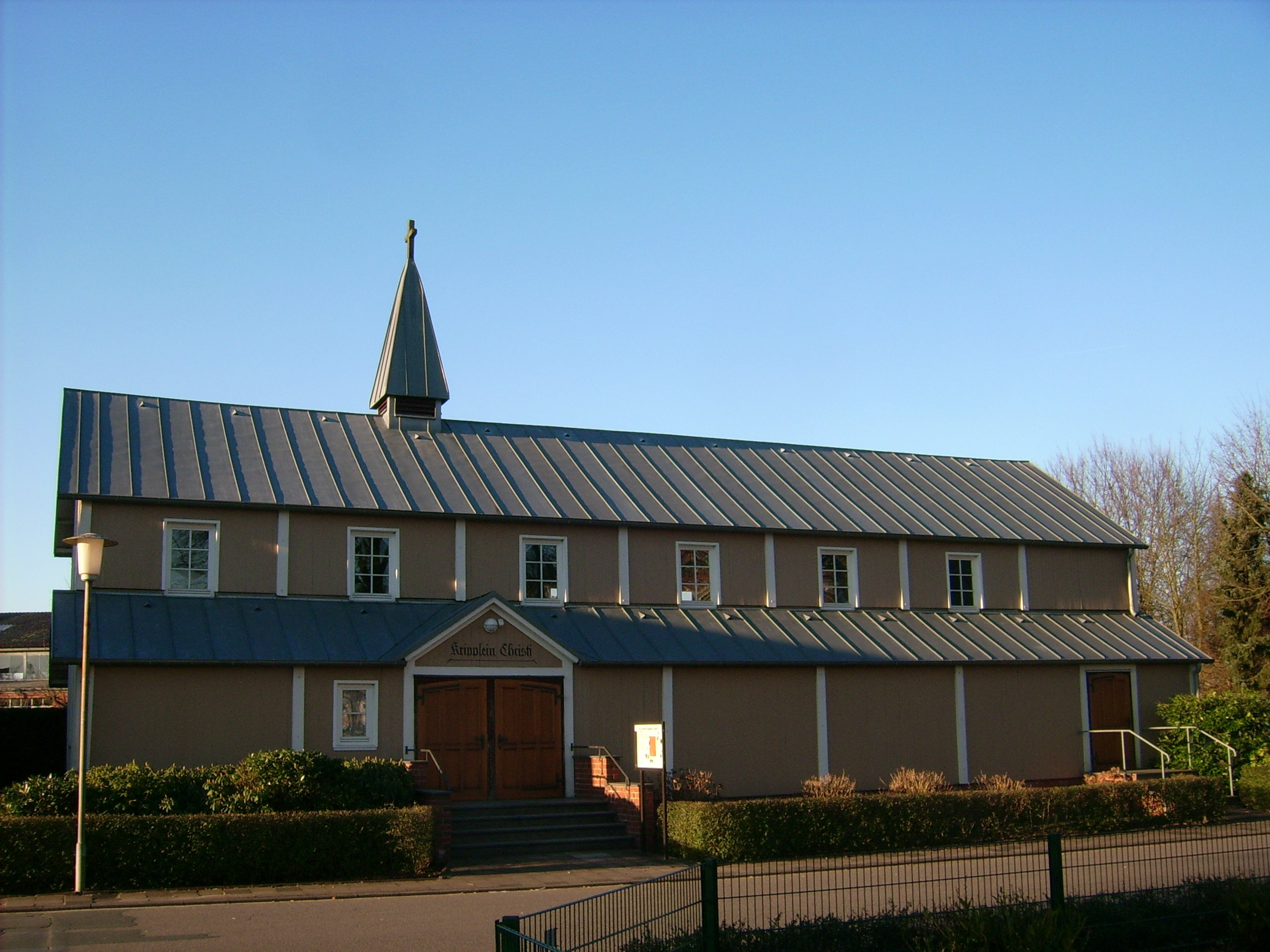
Kripplein Christi in Glandorf (Niedersachsen)
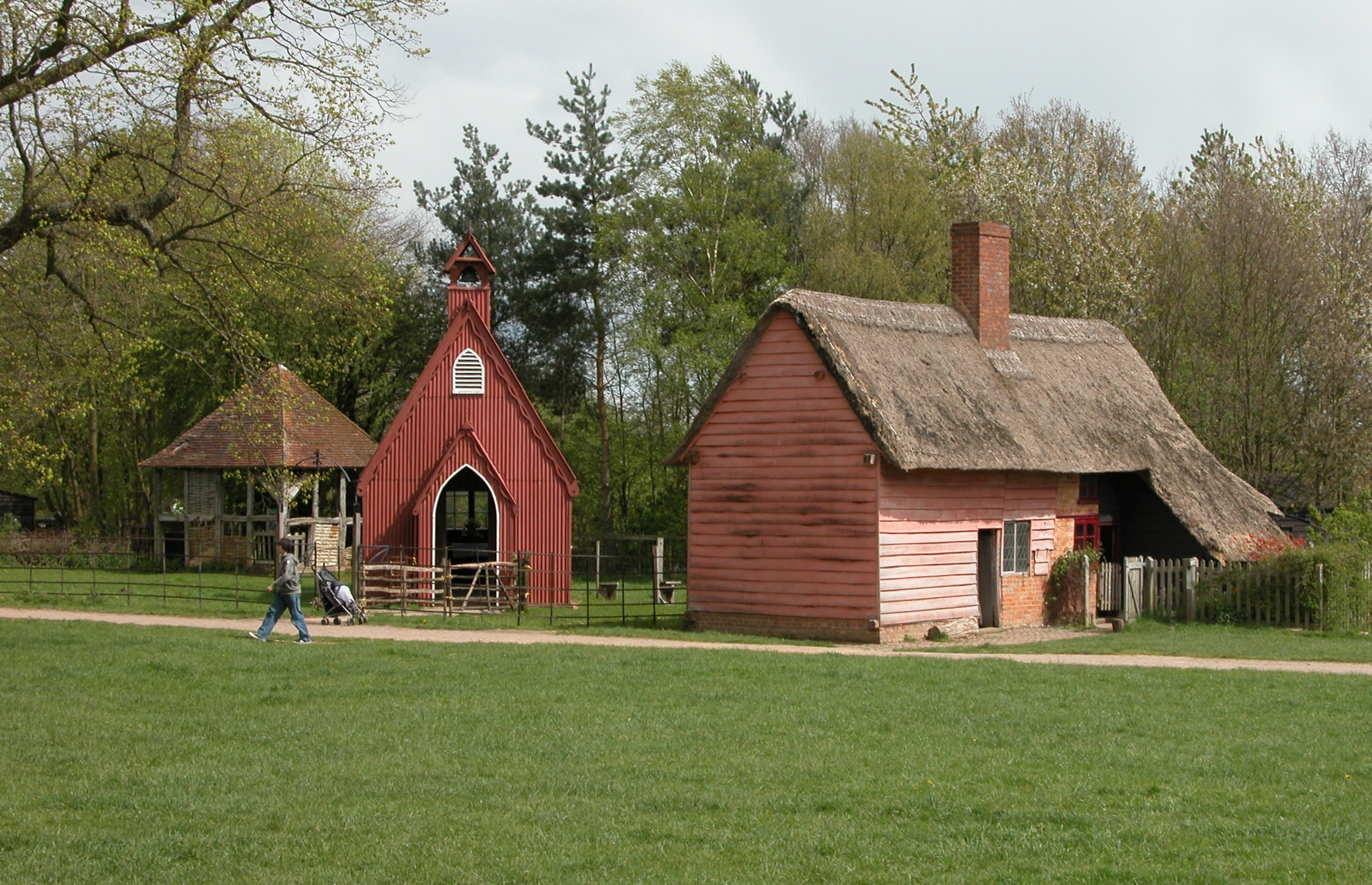
Missionshaus aus Henton (links im Bild) als Fertigbau im Chiltern Open Air Museum
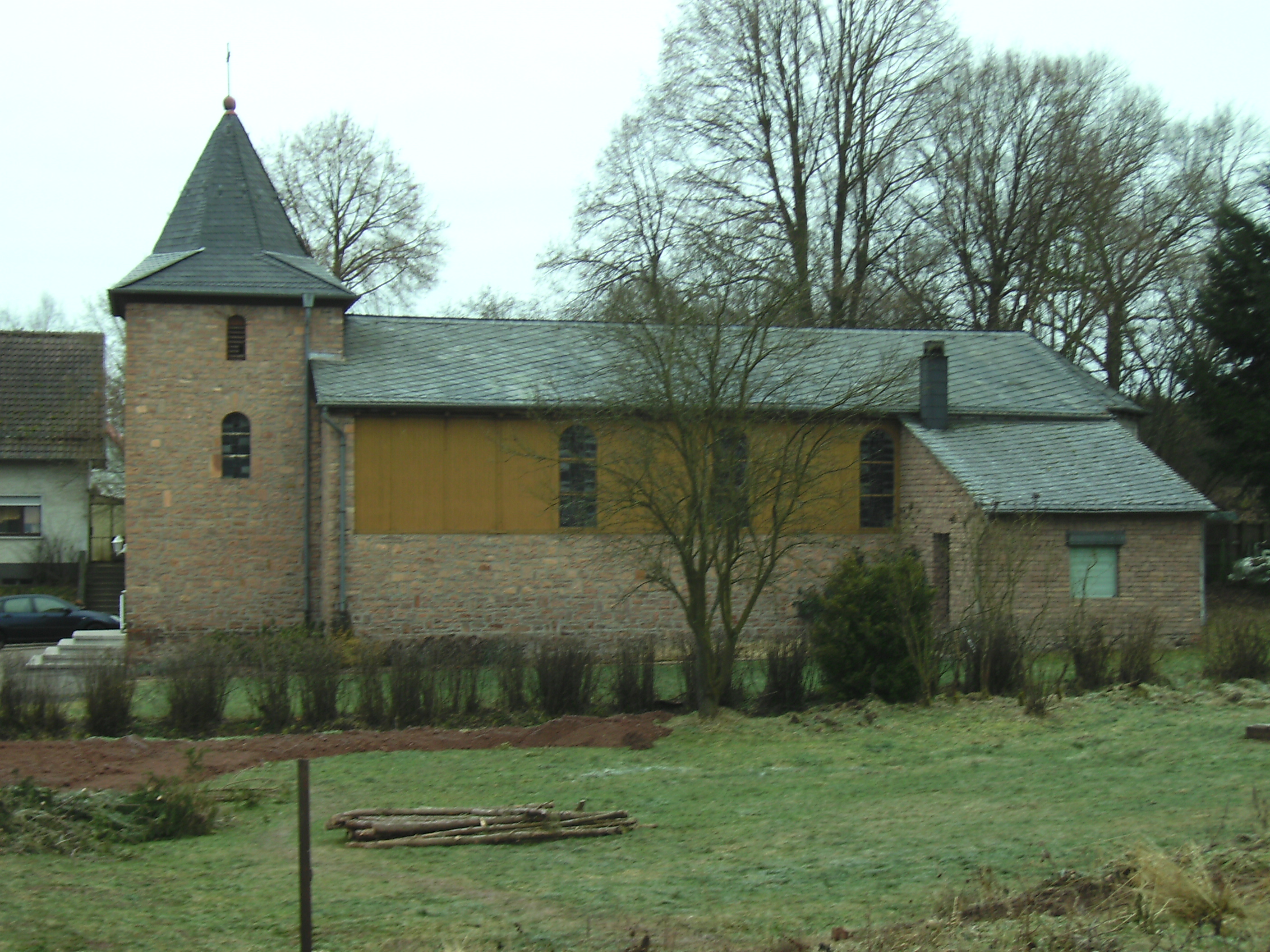
Notkirche in Walhausen (Saarland)
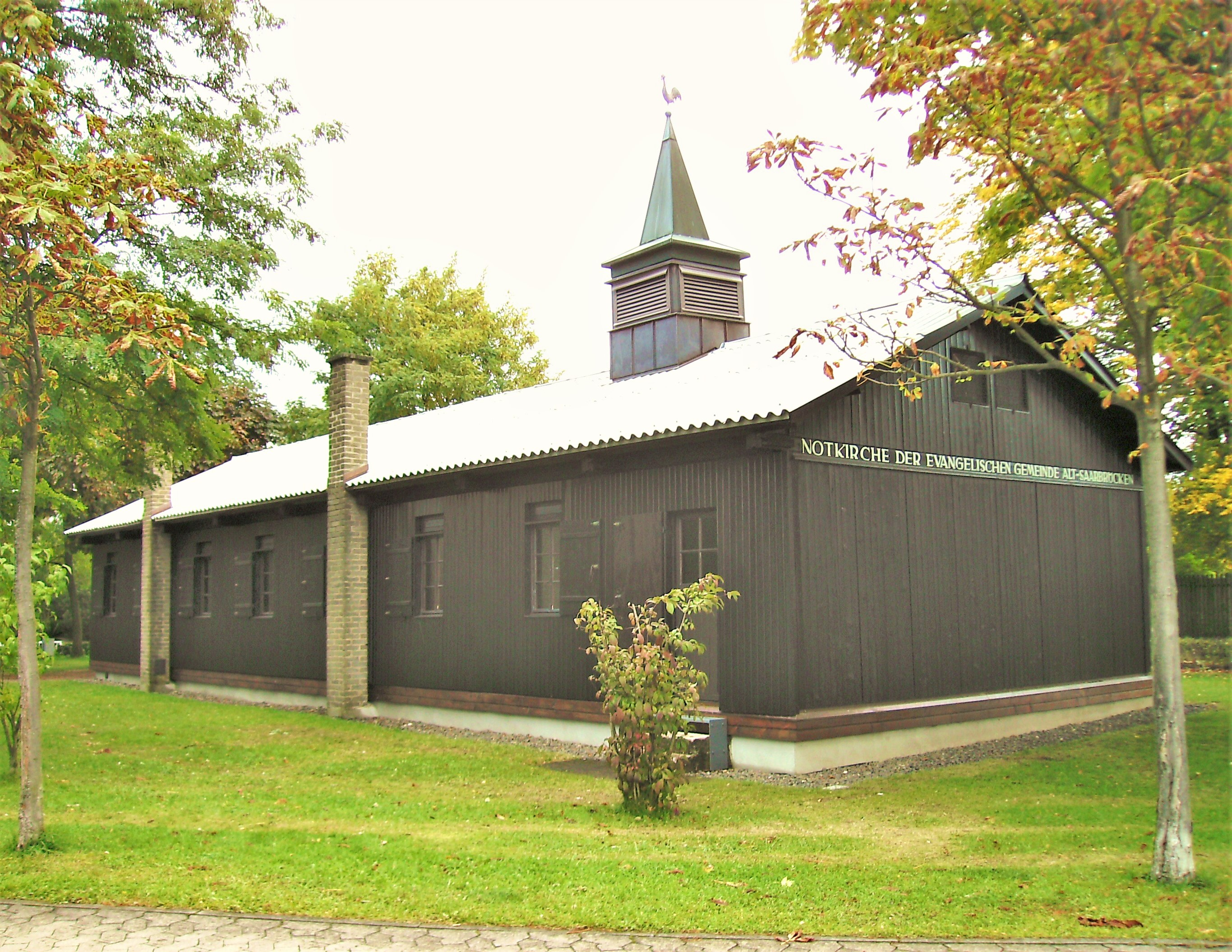
Notkirche der Evangelischen Gemeinde in Alt-Saarbrücken
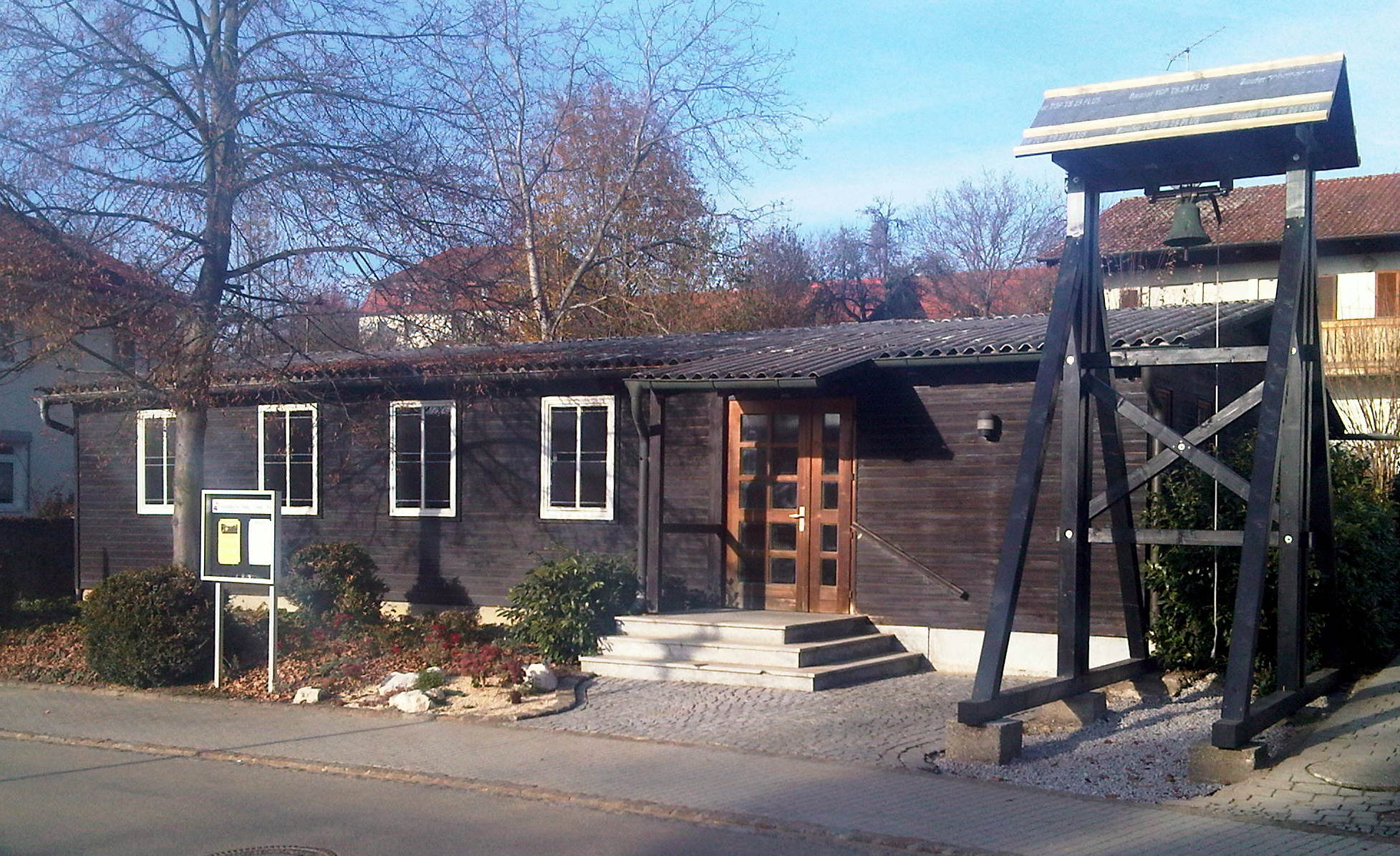
Evangelische Heilig-Geist-Kirche in Mitterfels, Bayern

## Liste von Notkirchen

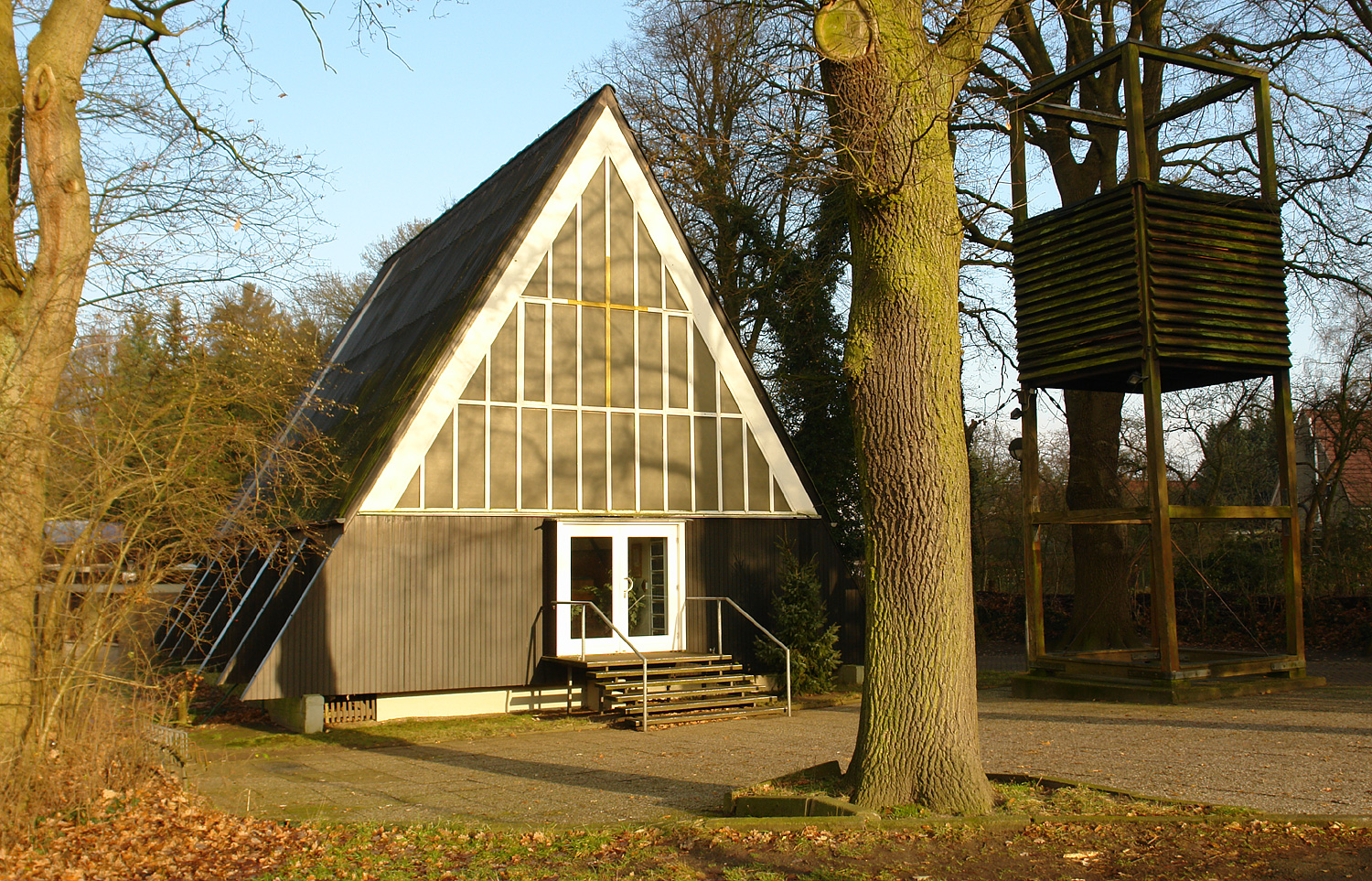
Holzkirche Schönebeck

### Deutschland
- Ehemalige Barackenkirche (Neuhütten), Baden-Württemberg
- Evangelisch-methodistische Christus-Kirche (Berlin-Friedrichshain)
- Holzkirche Schönebeck, „Montagekirche“ von 1964 in Bremen-Schönebeck, 2023 entwidmet
- St. Michael (Dahlenburg), Niedersachsen
- Kripplein Christi (Glandorf), Niedersachsen
- Ehemalige Notkirche in Selm (Ortsteil Beifang), Nordrhein-Westfalen
- Notkirche Saarbrücken, Saarland
- Auferstehungskirche (Leipzig), Sachsen
- Heilige Familie (Schönefeld) (Leipzig-Schönefeld), Sachsen
- St. Michael in Gera (Ortsteil Pforten), Thüringen

weitere
- Die nach dem Zweiten Weltkrieg errichteten evangelischen Bartning-Notkirchen

### Österreich
- Barackenkirche Graz-Liebenau
- Barackenkirche Nöstlbach bei Traun
- Herz Mariä (Wiener Neustadt)
- Glanzinger Pfarrkirche (Wien)
- Pfarrkirche Hasenleiten (Wien)
- Kirche Maria Empfängnis (Wien)
- Herz-Mariä-Kirche (Rudolfsheim-Fünfhaus) (ehemalige „Schuttkirche“)

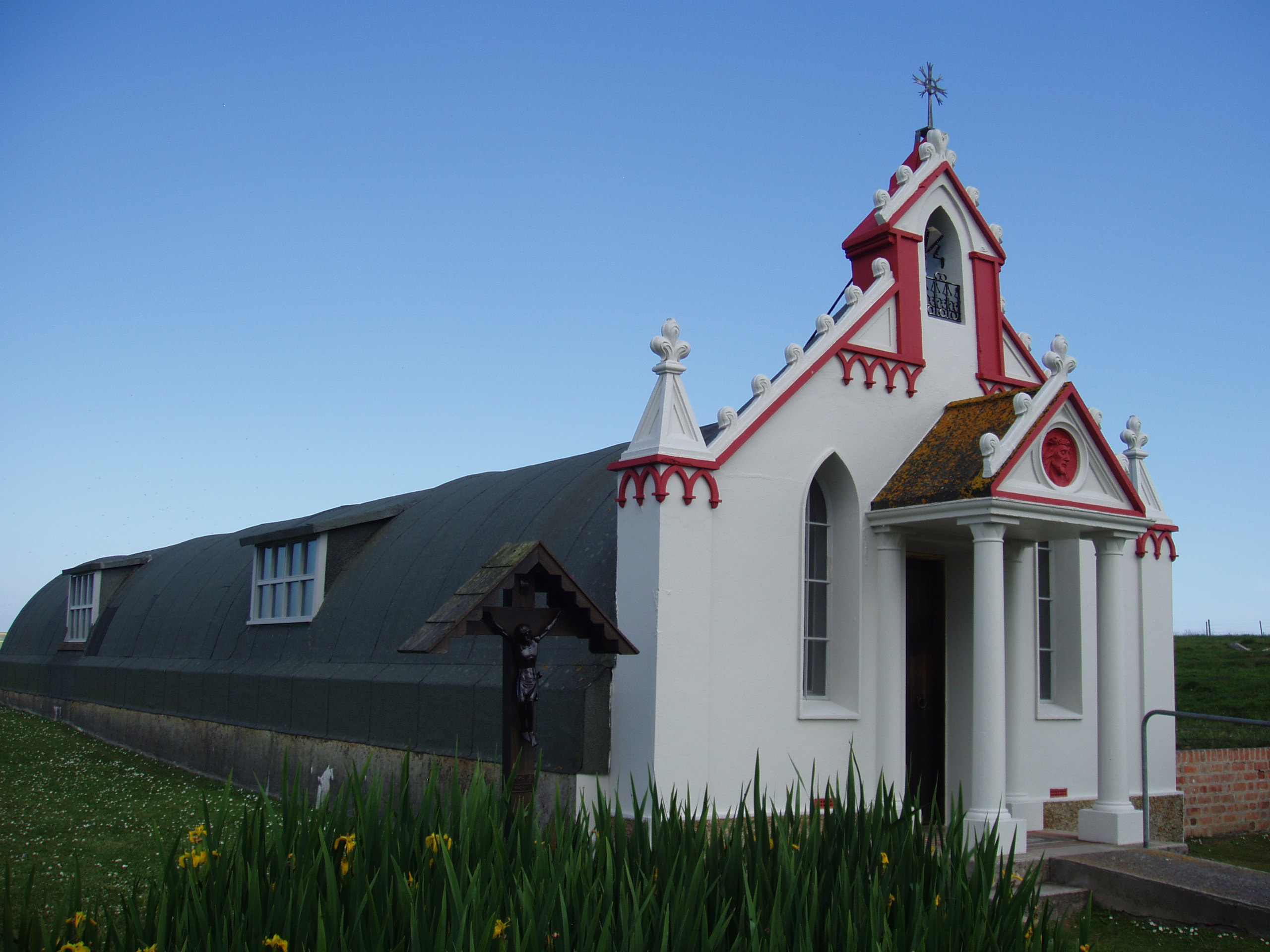
Die aus einer Nissenhütte von Kriegsgefangenen erbaute Italian Chapel auf Lamb Holm

- Pfarrkirche Nordrandsiedlung (Wien)
- Pfarrkirche Königin des Friedens (Wien)
- St.-Josef-am-Wolfersberg-Kirche (Penzing)

### Großbritannien
- Italian Chapel auf Orkney
- Missionshaus aus Henton als Fertigbau im Chiltern Open Air Museum